# Kõrgessaare
Kõrgessaare (estonien : Kõrgessaare vald) est une ancienne commune rurale du Comté de Hiiu en Estonie. Elle a 1 187 habitants (2011) et une superficie de 379,5 km2.

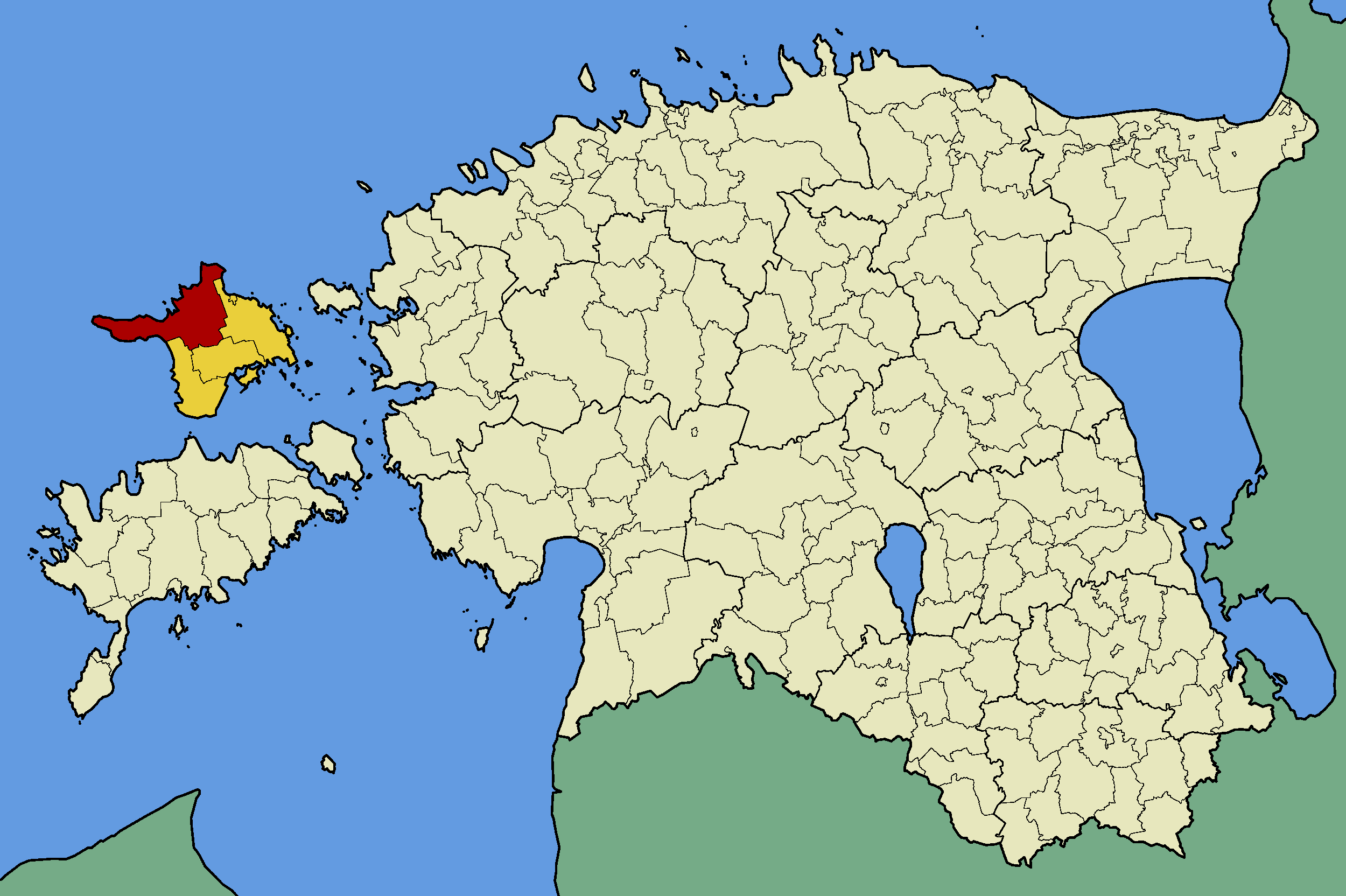
Commune de Kõrgessaare (rouge)
dans le Comté de Hiiu (jaune).

En 2013, sa fusion avec l'ancienne commune urbaine de Kärdla a donné naissance à la commune de Hiiu.

## Description
L'ancienne commune rurale de Kõrgessaare est formée de 58 villages et du bourg (estonien : alevik) de Kõrgessaare :
Heigi, Heiste, Heistesoo, Hirmuste, Hüti, Isabella, Jõeranna, Jõesuu, Kalana, Kaleste, Kanapeeksi, Kauste, Kidaste, Kiduspe, Kiivera, Kodeste, Koidma, Kopa, Kurisu, Kõpu, Laasi, Lauka, Lehtma, Leigri, Lilbi, Luidja, Malvaste, Mangu, Mardihansu, Meelste, Metsaküla, Mudaste, Mägipe, Napi, Nõmme, Ogandi, Ojaküla, Otste, Palli, Paope, Pihla, Poama, Puski, Reigi, Risti, Rootsi, Sigala, Suurepsi, Suureranna, Sülluste, Tahkuna, Tammistu, Tiharu, Viita, Viitasoo, Vilima, Villamaa, Ülendi.